# Monflanquin

Monflanquin este o comună în departamentul Lot-et-Garonne din sud-vestul Franței. În 2009 avea o populație de 2.346 de locuitori.

## Evoluția populației
| An        | 1975  | 1982  | 1990  | 1999  | 2006  | 2009  |
| --------- | ----- | ----- | ----- | ----- | ----- | ----- |
| Populație | 2.368 | 2.356 | 2.431 | 2.258 | 2.338 | 2.346 |